# Смородина Комарова
Сморо́дина Комаро́ва (лат. Ribes komarovii) — кустарник, вид растений рода Смородина (Ribes) семейства Крыжовниковые (Grossulariaceae), в России произрастающий в Приморье, а за её пределами — в Китае, и Северной Корее.

## Ботаническое описание
Кустарник высотой до 2,5 м. Побеги голые, молодые — красноватые, взрослые — серого цвета.
Листья диаметром 2—5 см, плотные, округлые в очертании, обычно трёхлопастные, с намного более крупной средней лопастью. Сверху листовая пластинка голая, блестящая, снизу по жилкам редко железисто-щетинистая, более светлая. Черешки длиной 6—17 мм.
Двудомное растение. Мужские кисти прямостоящие, длиной 2—5 см, содержат более десяти цветков, женские длиной 1,5—2,5 см, с пятью—десятью цветками. Цветки мелкие, зеленоватые. Ось соцветия и цветоножки имеют железистое опушение. Цветёт в мае — июне.
Плоды — красные ягоды диаметром 7—8 мм, сладкие, но неприятные на вкус. Созревают в августе — сентябре.
Смородина Комарова растёт на каменистых склонах, лесных опушках на высоте 400—1200 м над уровнем моря.